# Tyrosyl-ARNt synthétase
La tyrosyl-ARNt synthétase est une ligase qui catalyse la réaction :
ATP + L-tyrosine + ARNtTyr  {\displaystyle \rightleftharpoons }  AMP + pyrophosphate + L-tyrosyl-ARNtTyr.
Cette enzyme assure la fixation de la tyrosine, l'un des 22 acides aminés protéinogènes, sur son ARN de transfert, noté ARNtTyr, pour former l'aminoacyl-ARNt correspondant, ici le tyrosyl-ARNtTyr.